# Aerides sukauensis
Aerides sukauensis là một loài thực vật có hoa trong họ Lan. Loài này được Shim mô tả khoa học đầu tiên năm 2004.